# Riachão das Neves
Riachão das Neves is een gemeente in de Braziliaanse deelstaat Bahia. De gemeente telt 23.431 inwoners (schatting 2009).

## Aangrenzende gemeenten
De gemeente grenst aan Angical, Barreiras, Cotegipe, Formosa do Rio Preto en Santa Rita de Cássia.

## Verkeer en vervoer
De plaats ligt aan de radiale snelweg BR-020 tussen Brasilia en Fortaleza. Daarnaast ligt ze aan de wegen BR-135 en BA-449.